# 常设委员会 (美国国会)
常设委员会（英語：Standing committee），在美國國會，常設委員會是根據美國眾議院和美國參議院的規則所設立的永久性立法小組。（眾議院規則 X，參議院規則 XXV。）由於常設委員會擁有立法管轄權，它們負責審議法案和相關問題，並向各自議院提出建議措施。這些委員會還負有監督責任，監督其管轄範圍內的機構、計劃和活動，有時甚至監督跨委員會管轄範圍的領域。由於其永久性質，這些委員會在每兩年一次的國會會議休會後仍然存在。
大多數常設委員會建議政府運作以及新計畫和現有計畫的資金水準（授權）。少數委員會則有其他功能。例如，撥款委員會建議立法為聯邦機構和計劃提供預算權力；預算委員會則確定總支出和收入的總體水平，作為授權和撥款小組的工作指南。這些委員會也對聯邦機構和計劃進行監督。
1946年的《立法重組法案》大大減少了委員會的數量。每個委員會的成員資格在每屆國會開始時通過正式決議確定。每個委員會都配有自己的工作人員，協助其立法、調查和研究工作。有些委員會將其工作劃分為稱為小組委員會的子單位。
委員會的規模為每個委員會6至50名成員。在眾議院，議員不得同時在兩個以上常設委員會和四個小組委員會任職，但可以獲得豁免。在眾議院，眾議院共和黨指導委員會負責分配共和黨議員至各委員會，而指導和政策委員會負責分配民主黨議員。參議院遵循類似的程序，參議員不得同時在超過三個正式委員會和五個小組委員會任職。

## 當前常設委員會的數量
截至2020年6月20日，參議院有16個常設委員會，眾議院有20個常設委員會。這些數字僅包括常務委員會，不包括特別委員會、臨時委員會或聯合委員會。